# Clàssica de Sant Sebastià
La clàssica de Sant Sebastià és una cursa ciclista d'un dia disputada anualment al País Basc als voltants de la ciutat de Sant Sebastià. Tot i ser una competició jove (fou creada el 1981), ja ha aconseguit gran prestigi, formant part entre 1989 i 2004 del calendari de la Copa del Món de ciclisme i actualment formant part del calendari UCI World Tour.

## Palmarès
| Any  | Vencedor                       | Segon                         | Tercer                      |         |
| ---- | ------------------------------ | ----------------------------- | --------------------------- | ------- |
| 1981 | Marino Lejarreta Arrizabalaga  | Graham Jones                  | Faustino Rupérez Rincón     |         |
| 1982 | Marino Lejarreta Arrizabalaga  | Jesús Rodríguez Magro         | Pedro Delgado               |         |
| 1983 | Claude Criquielion             | Antoni Coll i Pontanilla      | Raimund Dietzen             |         |
| 1984 | Niki Rüttimann                 | Raimund Dietzen               | Celestí Prieto Rodríguez    |         |
| 1985 | Adri van der Poel              | Iñaki Gastón Crespo           | Juan Fernández Martín       |         |
| 1986 | Iñaki Gastón Crespo            | Marino Lejarreta Arrizabalaga | Juan Fernández Martín       |         |
| 1987 | Marino Lejarreta Arrizabalaga  | Ángel Arroyo Lanchas          | Federico Etxabe Musatadi    |         |
| 1988 | Gert-Jan Theunisse             | Enrique Alberto Aja Cagigas   | Steven Rooks                |         |
| 1989 | Gerhard Zadrobilek             | Francisco Antequera Alabau    | Tony Rominger               |         |
| 1990 | Miguel Indurain Larraya        | Laurent Jalabert              | Sean Kelly                  |         |
| 1991 | Gianni Bugno                   | Pedro Delgado                 | Maurizio Fondriest          |         |
| 1992 | Raúl Alcalá Gallegos           | Claudio Chiappucci            | Eddy Bouwmans               |         |
| 1993 | Claudio Chiappucci             | Gianni Faresin                | Alberto Volpi               |         |
| 1994 | Armand de Las Cuevas           | Lance Armstrong               | Stefano Della Santa         |         |
| 1995 | Lance Armstrong                | Stefano Della Santa           | Johan Museeuw               |         |
| 1996 | Udo Bölts                      | Stefano Cattai                | Massimo Podenzana           |         |
| 1997 | Davide Rebellin                | Oleksandr Gontxenkov          | Stefano Colagè              |         |
| 1998 | Francesco Casagrande           | Axel Merckx                   | Leonardo Piepoli            |         |
| 1999 | Francesco Casagrande           | Rik Verbrugghe                | Giuliano Figueras           |         |
| 2000 | Erik Dekker                    | Andrei Txmil                  | Romāns Vainšteins           |         |
| 2001 | Laurent Jalabert               | Francesco Casagrande          | Davide Rebellin             |         |
| 2002 | Laurent Jalabert               | Igor Astarloa Askasibar       | Gabriele Missaglia          |         |
| 2003 | Paolo Bettini                  | Ivan Basso                    | Danilo Di Luca              |         |
| 2004 | Miguel Ángel Martín Perdiguero | Paolo Bettini                 | Davide Rebellin             |         |
| 2005 | Constantino Zaballa Gutiérrez  | Joaquim Rodríguez i Oliver    | Eddy Mazzoleni              |         |
| 2006 | Xavier Florencio Cabré         | Stefano Garzelli              | Andrei Kàixetxkin           |         |
| 2007 | Leonardo Bertagnolli           | Juan Manuel Gárate Cepa       | Alejandro Valverde Belmonte |         |
| 2008 | Alejandro Valverde Belmonte    | Aleksandr Kólobnev            | Davide Rebellin             |         |
| 2009 | Roman Kreuziger                | Mickaël Delage                | Peter Velits                |         |
| 2010 | Luis León Sánchez Gil          | Alekszandr Vinokurov          | Carlos Sastre Candil        |         |
| 2011 | Philippe Gilbert               | Carlos Barredo Llamazales     | Greg Van Avermaet           |         |
| 2012 | Luis León Sánchez Gil          | Simon Gerrans                 | Gianni Meersman             |         |
| 2013 | Tony Gallopin                  | Alejandro Valverde Belmonte   | Roman Kreuziger             |         |
| 2014 | Alejandro Valverde Belmonte    | Bauke Mollema                 | Joaquim Rodríguez i Oliver  |         |
| 2015 | Adam Yates                     | Philippe Gilbert              | Alejandro Valverde Belmonte |         |
| 2016 | Bauke Mollema                  | Tony Gallopin                 | Alejandro Valverde Belmonte |         |
| 2017 | Michał Kwiatkowski             | Tony Gallopin                 | Bauke Mollema               |         |
| 2018 | Julian Alaphilippe             | Bauke Mollema                 | Anthony Roux                |         |
| 2019 | Remco Evenepoel                | Greg Van Avermaet             | Marc Hirschi                |         |
| 2020 | suspesa                        | suspesa                       | suspesa                     | suspesa |
| 2021 | Neilson Powless                | Matej Mohorič                 | Mikkel Frølich Honoré       |         |
| 2022 | Remco Evenepoel                | Pàvel Sivakov                 | Tiesj Benoot                |         |
| 2023 | Remco Evenepoel                | Peio Bilbao López de Armentia | Aleksandr Vlàssov           |         |
| 2024 | Marc Hirschi                   | Julian Alaphilippe            | Lennert Van Eetvelt         |         |
| 2025 | Giulio Ciccone                 | Jan Christen                  | Maxim Van Gils              |         |